# حسام عزام
حسام عزام لاعب بارالمبي فلسطيني في سباقات المضمار والميدان. كان وفقًا للجنة البارالمبية الدولية، «أول رياضي فلسطيني ينافس في الألعاب البارالمبية». عندما مثل فلسطين في الألعاب البارالمبية الصيفية 2000 في سيدني. وفاز فيها بميدالية برونزية في رياضة دفع الثقل من 6.94 متر. وكانت أول ميدالية بارلمبية تحصل عليها فلسطين.
مثّل فلسطين مرة أخرى في الألعاب البارالمبية الصيفية 2004 في أثينا، وفاز فيها بميدالية فضية في رياضة دفع الثقل. نافس للمرة الثالثة في الألعاب البارالمبية الصيفية 2008 في بكين، والرابعة في الألعاب البارالمبية الصيفية 2016 في ريو دي جانيرو، ولم يفز بأي ميدالية فيهما.